# Vojovice
Vojovice jsou vesnice, část obce Neurazy v okrese Plzeň-jih v Plzeňském kraji. Nachází se asi 2,5 kilometru severně od Neuraz. Je zde evidováno 53 adres. V roce 2011 zde trvale žilo 65 obyvatel.
Vojovice jsou také název katastrálního území o rozloze 4,2 km².

## Historie
První písemná zmínka o vesnici pochází z roku 1551.

## Obyvatelstvo
| Rok            | 1869 | 1880 | 1890 | 1900 | 1910 | 1921 | 1930 | 1950 | 1961 | 1970 | 1980 | 1991 | 2001 | 2011 | 2021 |
| -------------- | ---- | ---- | ---- | ---- | ---- | ---- | ---- | ---- | ---- | ---- | ---- | ---- | ---- | ---- | ---- |
| Počet obyvatel | 307  | 301  | 287  | 313  | 275  | 266  | 266  | 188  | 181  | 149  | 120  | 95   | 70   | 65   | 75   |
| Počet domů     | 42   | 49   | 51   | 50   | 51   | 52   | 53   | 54   | 46   | 42   | 39   | 44   | 47   | 48   | 50   |

## Obecní správa
Při sčítání lidu v letech 1850–1975 Vojovice byly samostatnou obcí, se kterým patřily nejprve do okresu Přeštice, ale v roce 1950 v okrese Blovice a od roku 1960 v okrese Plzeň-jih. Od 1. ledna 1976 jsou částí obce Neurazy v okrese Plzeň-jih.